# Y-stolen
Y-stolen er en stol designet af Hans J. Wegner til Carl Hansen & Søn i 1949 og i produktion fra 1950. Fremstillingen af hver enkel Y-stol omfatter mere end 100 led, hvoraf de fleste udføres i hånden.